# Кубок Польщі з футболу 1979—1980
Кубок Польщі з футболу 1979–1980 — 26-й розіграш кубкового футбольного турніру в Польщі. Титул вшосте здобула Легія (Варшава).

## Календар
| Раунд        | Матчі | Клуби    |
| ------------ | ----- | -------- |
| Перший раунд | 32    | 112 → 80 |
| Другий раунд | 32    | 80 → 48  |
| Третій раунд | 16    | 48 → 32  |
| 1/16 фіналу  | 16    | 32 → 16  |
| 1/8 фіналу   | 8     | 16 → 8   |
| 1/4 фіналу   | 4     | 8 → 4    |
| 1/2 фіналу   | 2     | 4 → 2    |
| Фінал        | 1     | 2 → 1    |

## Перший раунд
| Команда 1                         | Рахунок      | Команда 2                         |
| --------------------------------- | ------------ | --------------------------------- |
| Унія (Грубешув)                   | 5:1          | Іглоополь (Дембиця)               |
| Віслок (Стрижів)                  | 0:2          | Сталь (Нова Демба)                |
| ЯКС 1909 (Ярослав)                | 1:3          | Сандеція (Нови Сонч)              |
| Холм'янка (Холм)                  | 0:0 пен. 6:5 | Сталь (Ряшів)                     |
| Іглоополь-2 (Дембиця)             | 0:0 пен. 3:4 | Сталь (Сянік)                     |
| Сталь (Понятова)                  | 2:0          | Орзел (Вежбиця)                   |
| Елана (Торунь)                    | 2:2 пен. 3:4 | АЗС-АВФ Варшава                   |
| Вісла (Сандомир)                  | 0:2          | Ґранат (Скаржисько-Каменна)       |
| Чарні (Жагань)                    | 0:1          | Сталь (Щецин)                     |
| Олімпія (Замбрів)                 | 0:3          | АЗС Біла Підляська                |
| Погонь (Седльце)                  | 1:0          | Нарев (Остроленка)                |
| Млавянка (Млава)                  | 1:0          | Гетьман (Білосток)                |
| Ґраніца (Кентшин)                 | 0:2          | Вігри (Сувалки)                   |
| Орлєнта (Решель)                  | 1:5          | Олімпія (Ельблонг)                |
| Хойнічанка (Хойніце)              | 1:0 дч       | Арка-2 (Гдиня)                    |
| Будовляни (Любсько)               | 1:1 пен. 4:3 | Арконія (Щецин)                   |
| Велім (Щецінек)                   | 1:0          | Чарні (Слупськ)                   |
| Полар (Вроцлав)                   | -:+          | Зеотехнік (Журавіна)              |
| Криштал (Строне-Шльонські)        | 3:1          | БКС Бобжане (Болеславець)         |
| Одра-2 (Ополе)                    | 0:2          | Хробри (Глогув)                   |
| Кошарава (Живець)                 | 3:1          | Гурник-2 (Забже)                  |
| Гарбарня (Краків)                 | 1:0          | Унія (Освенцим)                   |
| Колеяж (Прокоцім)                 | 2:1 дч       | АКС Нівка (Сосновець)             |
| Хемік (Кендзежин-Козьле)          | 2:1          | Рух-2 (Хожув)                     |
| Каня (Ґостинь)                    | 0:2          | Погонь (Барлінек)                 |
| Вітковія (Вітково)                | 0:1 дч       | Стільон-2 (Гожув-Великопольський) |
| Остров'я (Острув-Велькопольський) | 2:0          | Мешко (Гнезно)                    |
| Любушанін (Тшцянка)               | 0:3          | Адміра (Познань)                  |
| РКС Лодзь                         | 0:2          | РКС Блонє                         |
| Старт (Олесно)                    | 1:3          | ГКС (Белхатув)                    |
| Вісла (Плоцьк)                    | 1:2          | Погонь (Здунська Воля)            |
| Влоцлавія (Влоцлавек)             | 1:3          | Жирадовянка (Жирардув)            |

## Другий раунд
| Команда 1                         | Рахунок      | Команда 2                           |
| --------------------------------- | ------------ | ----------------------------------- |
| Гарбарня (Краків)                 | 0:1          | Заглембє (Любін)                    |
| Олімпія (Ельблонг)                | 1:0          | Полонія (Варшава)                   |
| Остров'я (Острув-Велькопольський) | 0:4          | Радомяк (Радом)                     |
| АЗС-АВФ Варшава                   | 1:0          | Лехія (Гданськ)                     |
| Погонь (Седльце)                  | 0:4          | Ресовія (Ряшів)                     |
| Млавянка (Млава)                  | 1:3          | Стар (Стараховіце)                  |
| ГКС (Белхатув)                    | 1:0          | Сярка (Тарнобжег)                   |
| РКС Блонє                         | 1:5          | Стільон (Гожув-Великопольський)     |
| Адміра (Познань)                  | 1:1 пен. 5:4 | Балтик (Гдиня)                      |
| Криштал (Строне-Шльонські)        | 0:0 пен. 5:4 | ГКС (Тихи)                          |
| Хойнічанка (Хойніце)              | 1:2          | Сточньовец (Гданськ)                |
| Погонь (Здунська Воля)            | 1:0          | Завіша (Бидгощ)                     |
| Жирадовянка (Жирардув)            | 1:0          | Ґопланя (Іновроцлав)                |
| Хробри (Глогув)                   | 2:1          | Ракув (Ченстохова)                  |
| Зеотехнік (Журавіна)              | 0:0 пен. 2:1 | Авіа (Свідник)                      |
| Сталь (Нова Демба)                | 3:0          | Гурник (Валбжих)                    |
| Сталь (Сянік)                     | 0:1          | РОВ (Рибник)                        |
| Сандеція (Нови Сонч)              | 1:0          | Заглембє (Валбжих)                  |
| Сталь (Щецин)                     | 3:2          | Олімпія (Щецин)                     |
| Ґранат (Скаржисько-Каменна)       | 0:1          | Малапанев (Озімек)                  |
| Хемік (Кендзежин-Козьле)          | 2:0          | Краковія (Краків)                   |
| Колеяж (Прокоцім)                 | 2:5          | Гурник (Забже)                      |
| АЗС Біла Підляська                | 0:2          | Сталь (Стальова Воля)               |
| Унія (Грубешув)                   | 3:2          | РКС Урсус (Варшава)                 |
| Холм'янка (Холм)                  | 0:0 пен. 5:6 | П'яст (Гливиці)                     |
| Сталь (Понятова)                  | 2:1          | Мото (Єльч Олава)                   |
| Велім (Щецінек)                   | 3:1          | Варта (Познань)                     |
| Стільон-2 (Гожув-Великопольський) | 0:1          | Бленкітні (Кельці)                  |
| Погонь (Барлінек)                 | 3:2          | Конкордія (Пйотркув-Трибунальський) |
| Кошарава (Живець)                 | 0:5          | Віслока (Дембиця)                   |
| Вігри (Сувалки)                   | 1:0          | Мотор (Люблін)                      |
| Будовляни (Любсько)               | 0:2          | Гвардія (Кошалін)                   |

## Третій раунд
| Команда 1                | Рахунок      | Команда 2                       |
| ------------------------ | ------------ | ------------------------------- |
| Жирадовянка (Жирардув)   | 0:2          | Радомяк (Радом)                 |
| Бленкітні (Кельці)       | 1:0          | Ресовія (Ряшів)                 |
| Сандеція (Нови Сонч)     | 0:1 дч       | Стар (Стараховіце)              |
| ГКС (Белхатув)           | 2:2 пен. 3:2 | Криштал (Строне-Шльонські)      |
| Заглембє (Любін)         | 1:1 пен. 7:8 | Стільон (Гожув-Великопольський) |
| Адміра (Познань)         | 2:1 дч       | РОВ (Рибник)                    |
| Погонь (Здунська Воля)   | 2:1          | Малапанев (Озімек)              |
| Зеотехнік (Журавіна)     | 1:1 пен. 3:4 | Хробри (Глогув)                 |
| Сталь (Щецин)            | 1:0          | Сточньовец (Гданськ)            |
| Хемік (Кендзежин-Козьле) | 0:2          | Гурник (Забже)                  |
| АЗС-АВФ Варшава          | 0:0 пен. 2:4 | Сталь (Стальова Воля)           |
| Унія (Грубешув)          | 2:3 дч       | Вігри (Сувалки)                 |
| Віслока (Дембиця)        | 3:2          | П'яст (Гливиці)                 |
| Сталь (Понятова)         | 0:1          | Сталь (Нова Демба)              |
| Погонь (Барлінек)        | 1:2          | Олімпія (Ельблонг)              |
| Велім (Щецінек)          | 0:1          | Гвардія (Кошалін)               |

## 1/16 фіналу
| Команда 1                       | Рахунок      | Команда 2            |
| ------------------------------- | ------------ | -------------------- |
| Радомяк (Радом)                 | 1:2          | Лех (Познань)        |
| Бленкітні (Кельці)              | 0:1          | Відзев (Лодзь)       |
| Стар (Стараховіце)              | 1:0          | Шомберки (Битом)     |
| ГКС (Белхатув)                  | 1:2          | Полонія (Битом)      |
| Стільон (Гожув-Великопольський) | 1:3          | Шльонськ (Вроцлав)   |
| Адміра (Познань)                | 1:3          | Одра (Ополе)         |
| Погонь (Здунська Воля)          | 0:2          | ГКС (Катовиці)       |
| Хробри (Глогув)                 | 2:1          | Заглембє (Сосновець) |
| Сталь (Щецин)                   | 2:1 дч       | Арка (Гдиня)         |
| Гурник (Забже)                  | 2:1          | Сталь (Мелець)       |
| Сталь (Стальова Воля)           | 1:3          | Гвардія (Варшава)    |
| Вігри (Сувалки)                 | 0:1 дч       | Легія (Варшава)      |
| Віслока (Дембиця)               | 1:0          | Рух (Хожув)          |
| Сталь (Нова Демба)              | 0:0 пен. 3:4 | Вісла (Краків)       |
| Олімпія (Ельблонг)              | 0:3          | ЛКС (Лодзь)          |
| Гвардія (Кошалін)               | 1:1 пен. 4:2 | Погонь (Щецин)       |

## 1/8 фіналу
| Команда 1          | Рахунок      | Команда 2         |
| ------------------ | ------------ | ----------------- |
| Стар (Стараховіце) | 0:3          | Полонія (Битом)   |
| Віслока (Дембиця)  | 3:5          | Одра (Ополе)      |
| Шльонськ (Вроцлав) | 0:1          | ГКС (Катовиці)    |
| Хробри (Глогув)    | 1:0          | Гвардія (Кошалін) |
| Сталь (Щецин)      | 2:0          | Гурник (Забже)    |
| Гвардія (Варшава)  | 1:5          | Легія (Варшава)   |
| Лех (Познань)      | 1:0          | Вісла (Краків)    |
| Відзев (Лодзь)     | 2:2 пен. 1:4 | ЛКС (Лодзь)       |

## 1/4 фіналу
| Команда 1       | Рахунок | Команда 2      |
| --------------- | ------- | -------------- |
| Полонія (Битом) | 1:2     | Лех (Познань)  |
| Легія (Варшава) | 1:0     | Одра (Ополе)   |
| ЛКС (Лодзь)     | 2:0     | ГКС (Катовиці) |
| Хробри (Глогув) | 2:1     | Сталь (Щецин)  |

## 1/2 фіналу
| Команда 1       | Рахунок | Команда 2       |
| --------------- | ------- | --------------- |
| ЛКС (Лодзь)     | 1:2     | Лех (Познань)   |
| Хробри (Глогув) | 0:4     | Легія (Варшава) |

## Фінал
| 9 червня 1980 |

| Легія (Варшава)                                        | 5:0      | Лех (Познань) |
| ------------------------------------------------------ | -------- | ------------- |
| Кусто 23', 57' Оконьскі 34' Топольскі 38' Сікорскі 54' | Протокол |               |

| Місцевий стадіон, Ченстохова Глядачів: 26 000 Арбітр: Єжи Кацпшак |